# Alexander Semjonowitsch Wassiltschikow

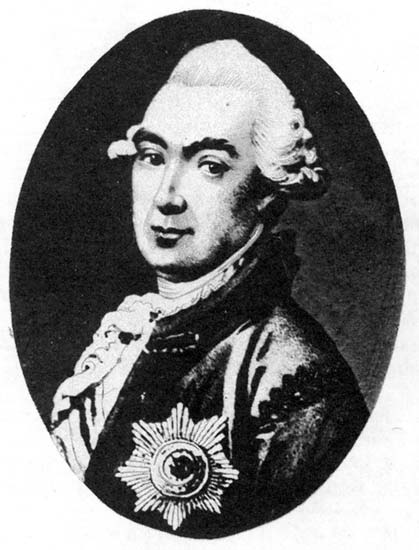
Alexander Semjonowitsch Wassiltschikow

Alexander Semjonowitsch Wassiltschikow (russisch: Васильчиков, Александр Семёнович; * 1746 in Moskau; † 1813 ebenda) war ein russischer Aristokrat, Generaladjutant ihrer Majestät Katharina II. und ihr Liebhaber.

## Leben
A.S. Wassiltschikow stammte aus dem russischen Bojarengeschlecht der Wassiltschickows, deren Ursprung bis in das 14. Jahrhundert zurück reicht. Sein Großcousin war der später Fürst Illarion Wassiljewitsch Wassiltschikow (1776–1847). Seine militärische Laufbahn begann er als Fähnrich im Garde-Kavallerie-Regiment, dieses Regiment stellte die Leibwache für Katharina II. Am 1. August 1772 wurde er von dort als Kammerdiener zur Zarin abbeordert wurde. Schon nach kurzer Zeit wurde als Geliebter der Zarin zum Nachfolger von Grigori Grigorjewitsch Orlow (1734–1783) auserwählt. Bereits am 12. August 1772 wurde der 28-Jährige zum General Aide-de-camp, also dem Generaladjutanten seiner Majestät befördert und wurde mit dem Alexander-Newski-Orden dekoriert. Schon nach kurzer Zeit senkte sich die Liebschaft in eine normale Beziehung, Wassiltschikow „diente ihr als Festbegleiter, doch ansonsten ignorierte sie ihn. Grigori Orlow zu ignorieren fiel ihr nicht ganz so leicht…Sie hatte versucht, sich an Alexander Semjonowitsch zu gewöhnen, doch bald konnte sie ihn nur noch verachten…Auch Wassiltschikow war verdrießlich und unglücklich…Als er St. Petersburg im März 1774 verließ, konnte sie sich ihre Erleichterung nicht verhehlen…“. Als Wassiltschikow von der Kaiserin auf eine Reise entsandt wurde, nahm sich die Zarin Grigori Alexandrowitsch Potjomkin zu ihren neuen Liebhaber. „Am 2. Januar 1776 zog der hübsche junge Privatsekretär der Kaiserin, der Pole Sawadowski in die Suite des Favoriten ein, die zuvor von Orlow, Wassiltschikow und Potemkin bewohnt worden war“. Das Ende der weiteren Militärlaufbahn wurde durch die Abfindung von 20 000 Rubel und einigen Überlassungen wesentlich erleichtert.
Für den Rest seines Lebens lebte A.S. Wassiltschikow in Moskau und stellte eine Gemäldesammlung westeuropäischer Maler zusammen. Zu diesen Exponaten zählen das Selbstporträt von Diego Velázquez sowie Werke von Philips Wouwerman und Andries Both.